# 닉 윌리엄스
닉 윌리엄스(영어: Nick Williams)로 잘 알려진 빌리 니컬러스 윌리엄스(영어: Billy Nicholas Williams, 1993년 9월 8일~)는 미국의 야구 선수이자 현 멕시칸 리그 토로스 데 티후아나의 외야수다.

## 미국 프로야구 시절
2017년에 필라델피아 필리스에 입단하였다.

## 멕시코 프로야구 시절
2022년에 토로스 데 티후아나에 입단하였다.

## 한국 프로야구 시절

### 한화 이글스시절
2023년 6월에 브라이언 오그레디를 대체할 외국인 야수로 영입되었다. 2023년 시즌 후 재계약에 실패했다. 그의 차기 대체 용병으로는 요나탄 페를라사가 영입되었다.